# Pardosa groenlandica
Pardosa groenlandica is een spinnensoort uit de familie wolfspinnen Lycosidae. De soort komt voor in de Verenigde Staten, Canada en Groenland.